# Nelima
Genre
Synonymes
- Nodala Förster, 1949

Nelima est un genre d'opilions eupnois de la famille des Sclerosomatidae.

## Distribution
Les espèces de ce genre se rencontrent en écozone holarctique. Nelima doriae a été introduite en Argentine et en Australie.

## Liste des espèces
Selon World Catalogue of Opiliones (17/05/2021) :
- Nelima adelheidiana Martens, 1965
- Nelima aladjensis Mitov, 1997
- Nelima aokii Suzuki, 1974
- Nelima atrorubra Roewer, 1910
- Nelima coreana Suzuki, 1983
- Nelima cretica Roewer, 1957
- Nelima doriae (Canestrini, 1872)
- Nelima elegans (Weed, 1889)
- Nelima fuscifrons (Simon, 1879)
- Nelima genufusca (Karsch, 1881)
- Nelima gothica Lohmander, 1945
- Nelima hiraiwai Suzuki & Sato, 1939
- Nelima hispana Martens, 1969
- Nelima insignita Roewer, 1957
- Nelima kansuensis Schenkel, 1953
- Nelima lutea Roewer, 1957
- Nelima magaritata Roewer, 1957
- Nelima melanodorsum Roewer, 1911
- Nelima mexicana Goodnight & Goodnight, 1942
- Nelima morova Goodnight & Goodnight, 1944
- Nelima narcisi Novak & Slana, 2003
- Nelima nigricoxa Sato & Suzuki, 1939
- Nelima nigripalpis (Simon, 1879)
- Nelima nigromaculata (Lucas, 1846)
- Nelima okinawaensis Suzuki, 1964
- Nelima paessleri (Roewer, 1910)
- Nelima parva Suzuki, 1974
- Nelima pontica Kharitonov, 1941
- Nelima ponticoides Martens, 1969
- Nelima recurvipenis Martens, 1969
- Nelima saghalina Roewer, 1957
- Nelima satoi Suzuki, 1944
- Nelima sempronii Szalay, 1951
- Nelima silvatica (Simon, 1879)
- Nelima silvaticadois (Simon, 1879)
- Nelima similis Suzuki, 1974
- Nelima suzukii Tsurusaki, 2003
- Nelima taiwana Suzuki, 1977
- Nelima tancitaro Goodnight & Goodnight, 1942
- Nelima troglodytes Roewer, 1910
- Nelima victorae Roewer, 1957

## Publication originale
- Roewer, 1910 : « Revision der Opiliones Plagiostethi (= Opiliones Palpatores). I. Teil: Familie der Phalangiidae. (Subfamilien: Gagrellini, Liobunini, Leptobunini). » Abhandlungen aus dem Gebiete der Naturwissenschaften, herausgegeben vom Naturwissenschaftlichen Verein in Hamburg, vol. 19, p. 1–294.